# Ряпіна
Ряпіна (ест. Räpina, мова виро Räpinä, нім. Rappin) — місто без муніципального статусу на південному сході Естонії в повіті Пилвамаа. Адміністративний центр і складова частина Ряпінської волості. Місто розташоване на річці Виханду, за 6 км від її впадіння в Псковське озеро.
У XVIII столітті маєток (миза) Раппін (Rappin) належав відомим братам Левенвольде, а в XIX столітті перейшов до Ріхтерів, які в 1842 р. збудували садибний будинок у стилі класицизму. Пейзажний парк розбив Вальтер Енгельгардт. У 1950-1962 роках Ряпіна була центром Ряпінаського району.
У Ряпіна розташовується одна з найстаріших діючих паперових фабрик Європи, а також школа садівництва. За сприяння Європейського фонду рибальства біля міста ведеться будівництво портового причалу.

## Відомі люди
- Аапо Ільвес (нар. 1970) — поет, письменник, художник і музикант.

## Світлини

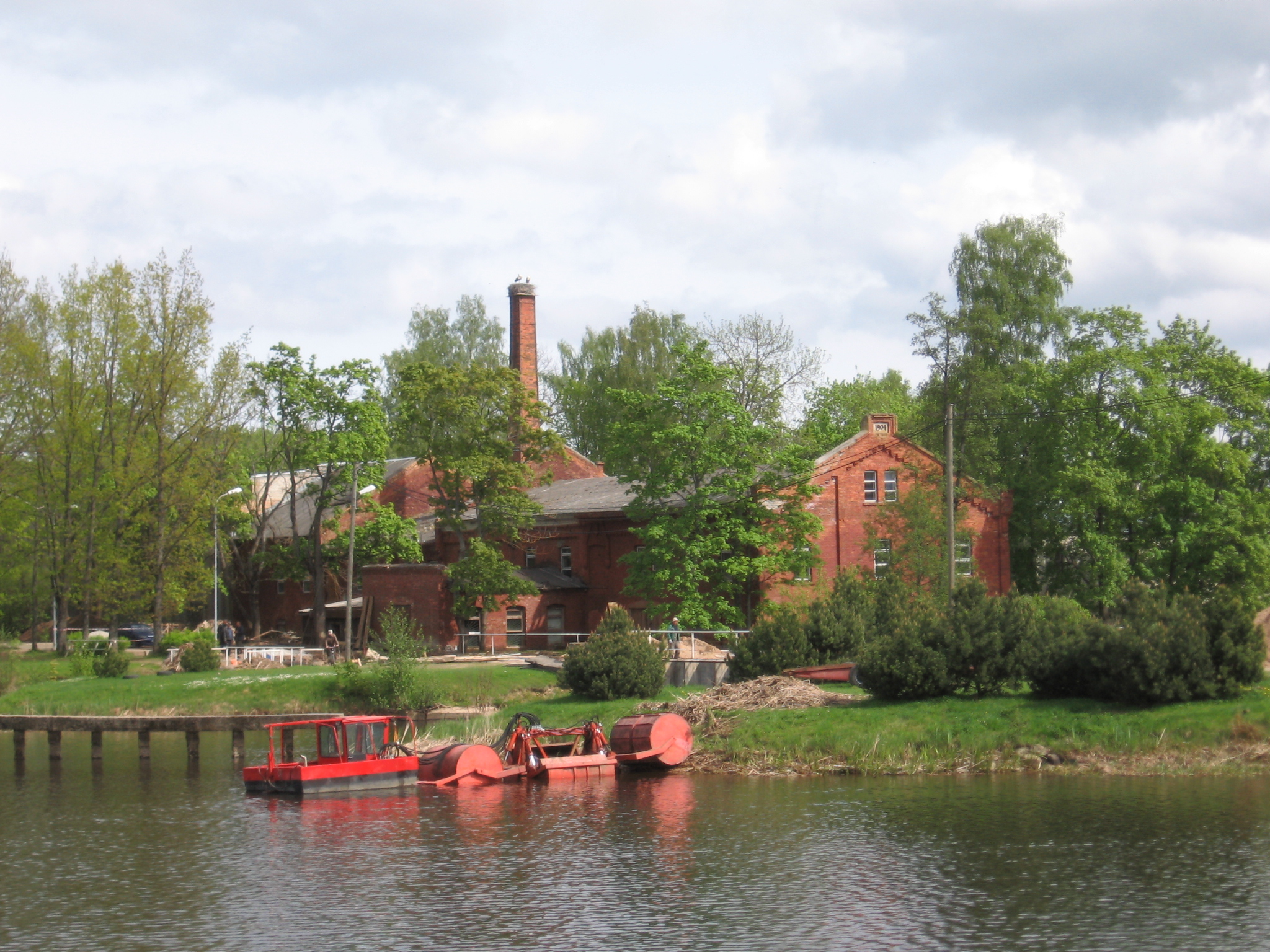
Паперова фабрика
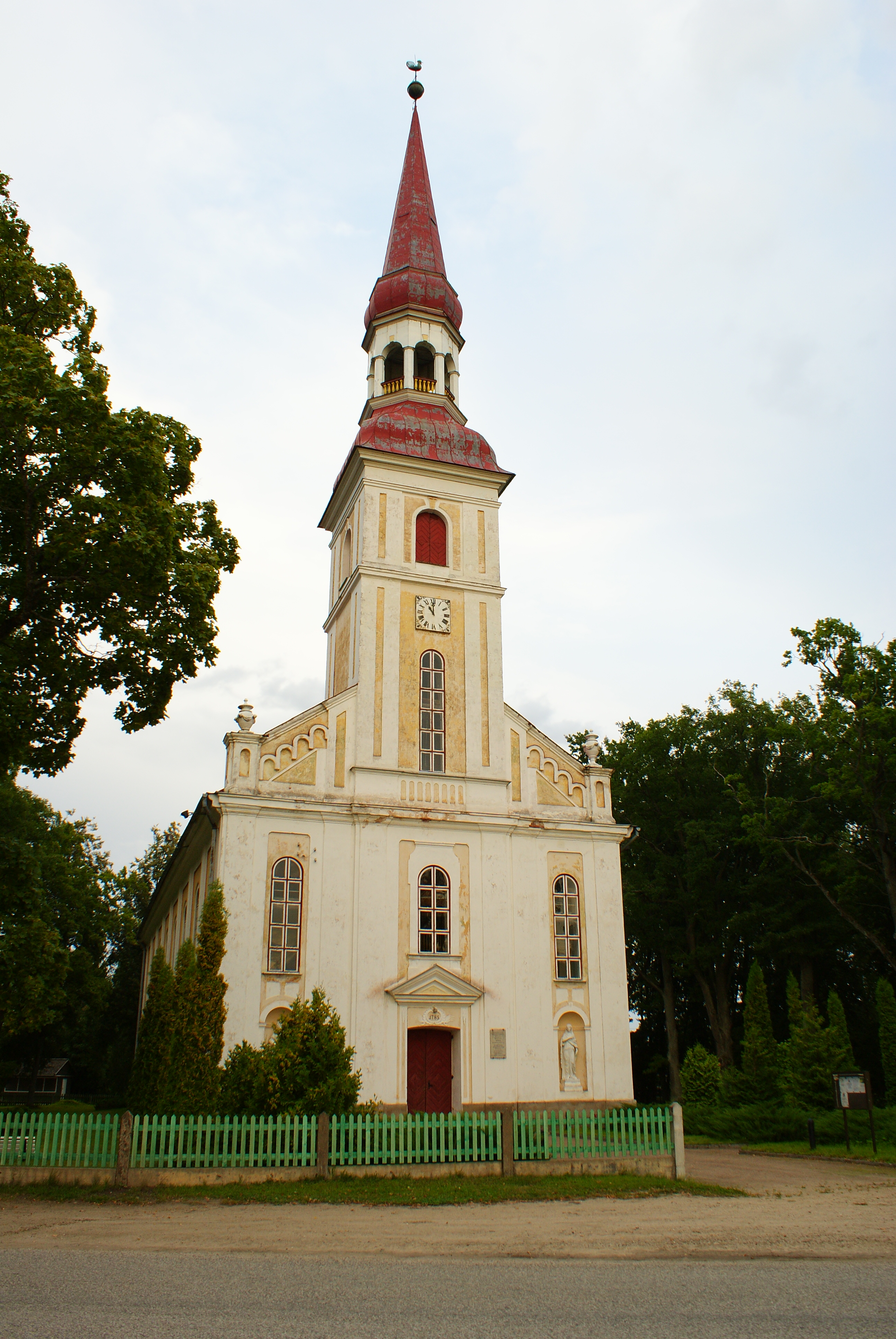
Церква